# Estado de Zheng
Zheng (em chinês: 鄭; romaniz.: Zhèng) foi um Estado do Período Chou (1046–256 a.C.) e Período das Primaveras e Outonos (771–476 a.C.) no condado de Hua, em Xanxim. Foi criado em 806 a.C. como apanágio de Huan (r. 806–771 a.C.), irmão do rei Xuan de Chou (r. 827–782 a.C.), nos domínios reais. Quando serviu como alto ministro de You (r. 781–771 a.C.), Huã mudou seu Estado para outra localização a leste, na atual Zhengzhou, Honã. Com ajuda de mercadores itinerantes shang, cultivou as terras reclamadas. Por três gerações, os Zheng serviram na corte como qingxi (卿士), um dos dois altos ministros, e foram um dos principais grupos que sustentaram a realeza. O chefe Zhuang (r. 743–701 a.C.) foi particularmente ativo nas políticas da corte, derrotando invasores quanrong e liderando força aliada contra Estados que não pretendiam se submeter à corte real.
A postura belicosa de Zhuang deixou Ping (r. 770–720 a.C.) ameaçado e ele nomeou um nobre de Guo como ministro na corte. Zhuang se enfureceu e exigiu explicação, pelo quê Ping enviou um de seus filhos à corte de zheng como refém, enquanto pediu que Zhuang enviasse à corte real seu herdeiro aparente. Sob Huan (r. 719–697 a.C.), outro senhor de Guo foi nomeado ministro chefe, enfurecendo Zhuang que atacou as colheitas nos campos reais. Em 707 a.C., Huã mobilizou tropas de Chen, Uei e Cai para atacar Zheng, mas foi derrotado. A vitória fez com que a realeza se tornasse nominal, ao passo que a autoridade efetiva passou a Zheng. Nessa posição, Zheng pôde liderar os Estados aliados em ataques contra os demais que desafiavam sua autoridade e após algumas vitórias, foi quiçá reconhecido por todos os Estados setentrionais, inclusive Chi, Lu, Songue e Uei.
Com a morte de Zhuang em 701 a.C., seus filhos lutaram entre si, com envolvimento de outros Estados, sobretudo Songue. No rescaldo, Zheng perdeu sua liderança. Nos séculos VII e VI a.C., eclodiram constantes guerras entre os Reinos de Jim e Chu. Zheng e Songue estavam no meio caminho entre eles e sofreram muito, em especial Zheng. Em 667 a.C., Huan (r. 685–643 a.C.) de Chi convocou uma conferência dos líderes de Lu, Songue, Chen e Zheng para uma conferência na qual foi eleito líder destes Estados. Com a morte de Wen de Jin (r. 636–628 a.C.), o Reino de Chim atacou Zheng, que à época estava em aliança com Jim. mas em 627 a.C. as forças de Chim foram emboscadas e arrasadas por Jim. Devido a crescente ameaça externa, em 538 a.C., por sugestão do ministro chefe Zi Chan, e procurou cobrar impostos militares sobre pessoas que residiam fora das cidades. No século VI a.C., sua nobreza foi sepultada em vários cemitérios em Xinzheng. Em 375 a.C., o Reino de Hã, um dos sucessores de Jim, ocupou boa parte do território de Zheng e transferiu sua capital para lá.

## Comércio
Em Zheng, os comerciantes desfrutaram de relacionamento especial com os governantes, uma vez que o Estado lhes dava proteção, enquanto informavam ao tribunal sobre quaisquer condições incomuns em sua profissão. Num caso, um comerciante de jade informou ao tribunal que um delegado de Jim estava tentando comprar algumas peças valiosas de jade; noutro, um negociante de gado informou ao tribunal que viu um exército de Chim a caminho para invadir  e este traficante, a pedido do governo, deu algum gado ao exército invasor como presente de Zheng, indicando ao general Chim que a invasão secreta foi notada.

## Chefes de Zheng
Segue a lista de chefes de Zheng:
- Huan (r. 806–771 a.C.);
- Wu (r. 770–744 a.C.);
- Zhuang (r. 743–701 a.C.);
- Li I (r. 700–697 a.C.);
- Zhao (r. 696–695 a.C.);
- Zi Wei (r. 694);
- Zi Yi (r. 693–680 a.C.);
- Li II (r. 679–673 a.C.);
- Wen (r. 672–628 a.C.);
- Mu (r. 627–606 a.C.);
- Ling (r. 605 a.C.);
- Xiang (r. 604–587 a.C.);
- Dao (r. 586–585 a.C.);
- Cheng (r. 584–571 a.C.);
- Xi (r. 570–565 a.C.);
- Jian (r. 564–530 a.C.);
- Ding (r. 529–514 a.C.);
- Xian (r. 513–501 a.C.);
- Sheng (r. 500–477 a.C.);